# Top Gear
Top Gear è stato un programma televisivo della BBC che trattava come argomento principale i veicoli, in particolare automobili, con uno stile umoristico e provocatorio.
Il format, rifacimento dell'originale Top Gear, trasmissione di mezz'ora prodotta da BBC Birmingham tra il 1977 e il 2001, è stato creato da Jeremy Clarkson e Andy Wilman e ha avuto la prima trasmissione nel 2002. Esso ha vinto Emmy Award e BAFTA e vanta una stima di 350 milioni di spettatori in tutto il globo. Il picco massimo fu raggiunto nella nona stagione del 2007, dove si sono toccati gli 8 milioni di spettatori che lo seguivano ogni settimana nel Regno Unito su BBC Two. Nel 2020, per l'inizio della ventinovesima stagione, la BBC ha trasferito il programma su BBC One, rete principale dell'emittente inglese, come conseguenza di un nuovo aumento degli ascolti dopo anni in cui hanno toccato il minimo storico.
Fino al 2015 i presentatori sono stati Jeremy Clarkson (soprannominato Jezza), Richard Hammond (Hamster), James May (Captain Slow); partecipa alla trasmissione anche The Stig, un pilota che effettua i test in pista, sul quale Jeremy narrava ironicamente innumerevoli leggende. Il 25 marzo 2015 la BBC annuncia che non rinnoverà il contratto di Clarkson, e in seguito anche Hammond, May e il produttore esecutivo Andy Wilman confermano il loro abbandono. I tre si uniranno a Clarkson in un nuovo programma automobilistico, The Grand Tour, in esclusiva su Prime Video. Il 16 giugno 2015 la BBC annuncia che il nuovo presentatore al posto di Clarkson è Chris Evans. Nel febbraio 2016 l'attore Matt LeBlanc viene annunciato come co-conduttore al fianco di Evans, insieme a Eddie Jordan, Chris Harris, Sabine Schmitz e Rory Reid. La ventitreesima stagione inizia con i nuovi presentatori nel maggio 2016. Nel 2019 viene confermato il solo Harris, che viene affiancato da due nuovi presentatori, Andrew Flintoff e Paddy McGuiness.
Il programma è scritto da Richard Porter e Paul Kerensa e viene diretto da Brian Klein e Mark McQueen. Alla trasmissione è associata la rivista Top Gear Magazine, una pubblicazione prodotta da BBC Magazines (edita in Italia da Editoriale Domus) che ha redattori in comune con il programma televisivo e include interventi dei presentatori.

## Storia

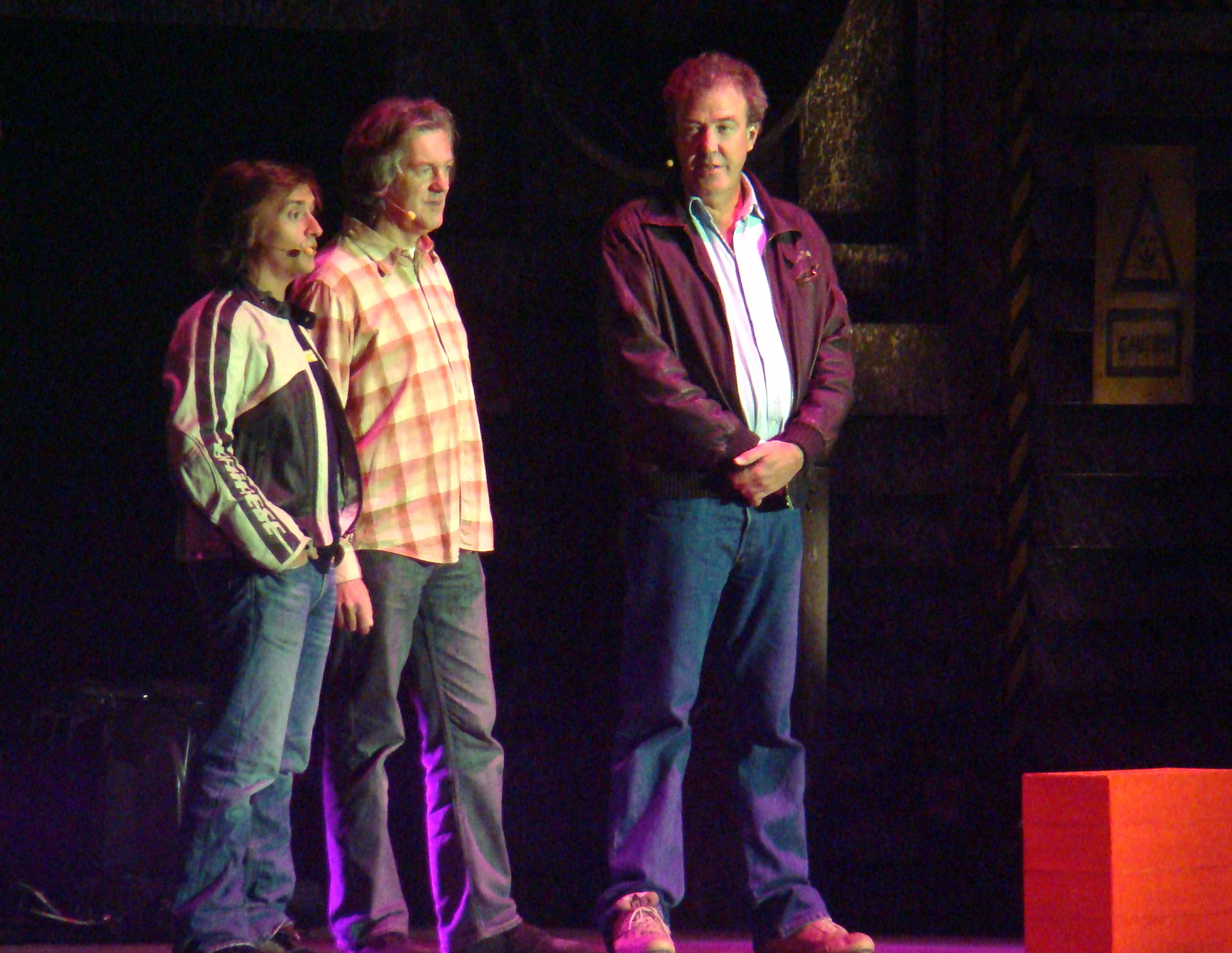
I tre conduttori storici dello show (2ª- 22ª stagione): Richard Hammond, James May e Jeremy Clarkson

Jeremy Clarkson (che aiutò Top Gear nel suo formato originario a raggiungere ottimi picchi di ascolto all'inizio degli anni novanta) lanciò con successo, assieme al produttore Andy Wilman, un nuovo formato di Top Gear per la BBC, contravvenendo a una decisione del 2001 di cancellare il programma. La nuova serie fu trasmessa per la prima volta nel 2002. Lo studio di Top Gear si trova a Dunsfold Park nel Surrey, un aerodromo privato. Un grande hangar è usato come studio per le registrazioni, con il pubblico in piedi.
Il nuovo formato vide profondi cambiamenti rispetto alla vecchia versione. La durata della messa in onda venne estesa a un'ora e vennero introdotti due nuovi presentatori: Richard Hammond e Jason Dawe, con James May al posto di Dawe dopo la prima stagione. The Stig, un anonimo pilota misterioso, fu introdotto come test driver; tra la quindicesima e sedicesima stagione viene rivelata la sua identità, ovvero Ben Collins. Vennero inoltre aggiunti nuovi segmenti, tra cui Star in a Reasonably-Priced Car ("Celebrità in un'auto a buon mercato"), The Cool Wall e Power Laps.

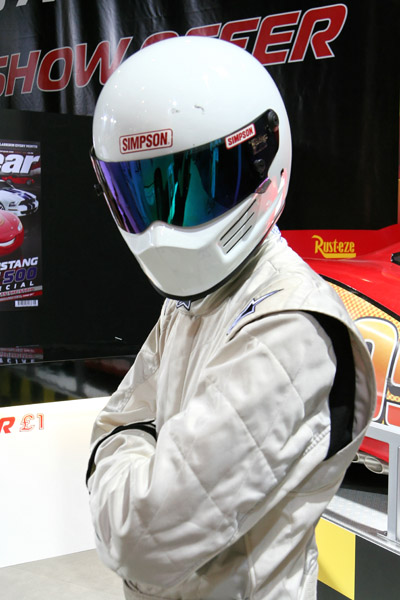
The Stig

Il 20 settembre 2006 durante le riprese della nona stagione, inizialmente prevista sul canale BBC Two dall'8 ottobre 2006, Hammond si ferì gravemente mentre era alla guida di un dragster a oltre 502 km/h durante un servizio per la trasmissione. Il 24 settembre la BBC annunciò che la nuova stagione sarebbe stata posticipata a data da destinarsi. Sia la BBC che l'Health and Safety Executive (HSE) iniziarono delle indagini sull'accaduto. Il 5 ottobre ricominciarono le riprese e la nona stagione cominciò a essere trasmessa il 28 gennaio 2007, includendo spezzoni dell'incidente di Hammond. La puntata conclusiva della stagione ebbe 8 milioni di telespettatori, il più alto ascolto per la BBC Two da oltre un decennio.
Un'edizione speciale di Top Gear registrata per il "Red Nose Day 2007", chiamata Top Gear of the Pops, univa al tipico formato del programma musica e apparizioni di artisti come Lethal Bizzle, Travis, Supergrass e McFly con una sfida: scrivere una canzone che includesse le parole "sofa" ("divano"), "administration" ("amministrazione") e "Hyundai", nonché una performance di Clarkson, Hammond e May con Justin Hawkins del brano Red Light Spells Danger di Billy Ocean.
Nell'aprile del 2007 la BBC riferì al The Sun la notizia che Top Gear sarebbe stato in trattative per la creazione di una versione americana. I presentatori attuali sarebbero rimasti tali, ma lo show avrebbe posto maggior attenzione sulle auto americane includendo inoltre celebrità americane. In luglio lo stesso Sun riportò tuttavia la notizia che i piani per una versione americana erano stati accantonati, in parte per i timori di Clarkson di trascorrere molti mesi negli Stati Uniti, lontano dalla sua famiglia.
L'11 febbraio 2007 venne trasmesso lo speciale Top Gear: US Special. Con un budget di 1000 $, i tre presentatori dovevano acquistare un'auto usata americana a testa e superare alcune sfide. Richard scelse un Dodge Ram, Jeremy una Chevrolet Camaro RS del 1991 e James una Cadillac Brougham del 1989. Nella quarta sfida i tre co-conduttori, diretti in Alabama, dovettero scriversi vicendevolmente sulle auto delle scritte che facessero infuriare la gente del posto: «Man-love rules OK» ("le leggi a favore dell'amore omosessuale sono OK"), «Country and Western is Rubbish» ("il country&western è spazzatura") e «NASCAR sucks» ("le NASCAR fanno schifo"). Già durante il viaggio le reazioni degli abitanti furono negative, ma arrivati a una stazione di servizio i tre rischiarono quasi il linciaggio e le loro auto furono bersaglio di un lancio di sassi: la sfida fu sospesa per motivi di sicurezza e le scritte vennero rapidamente cancellate dopo una precipitosa fuga. Questa puntata sarebbe dovuta terminare con la vendita delle auto, ma alla fine fu deciso di regalarle alla popolazione che abitava nei luoghi devastati dall'uragano Katrina.

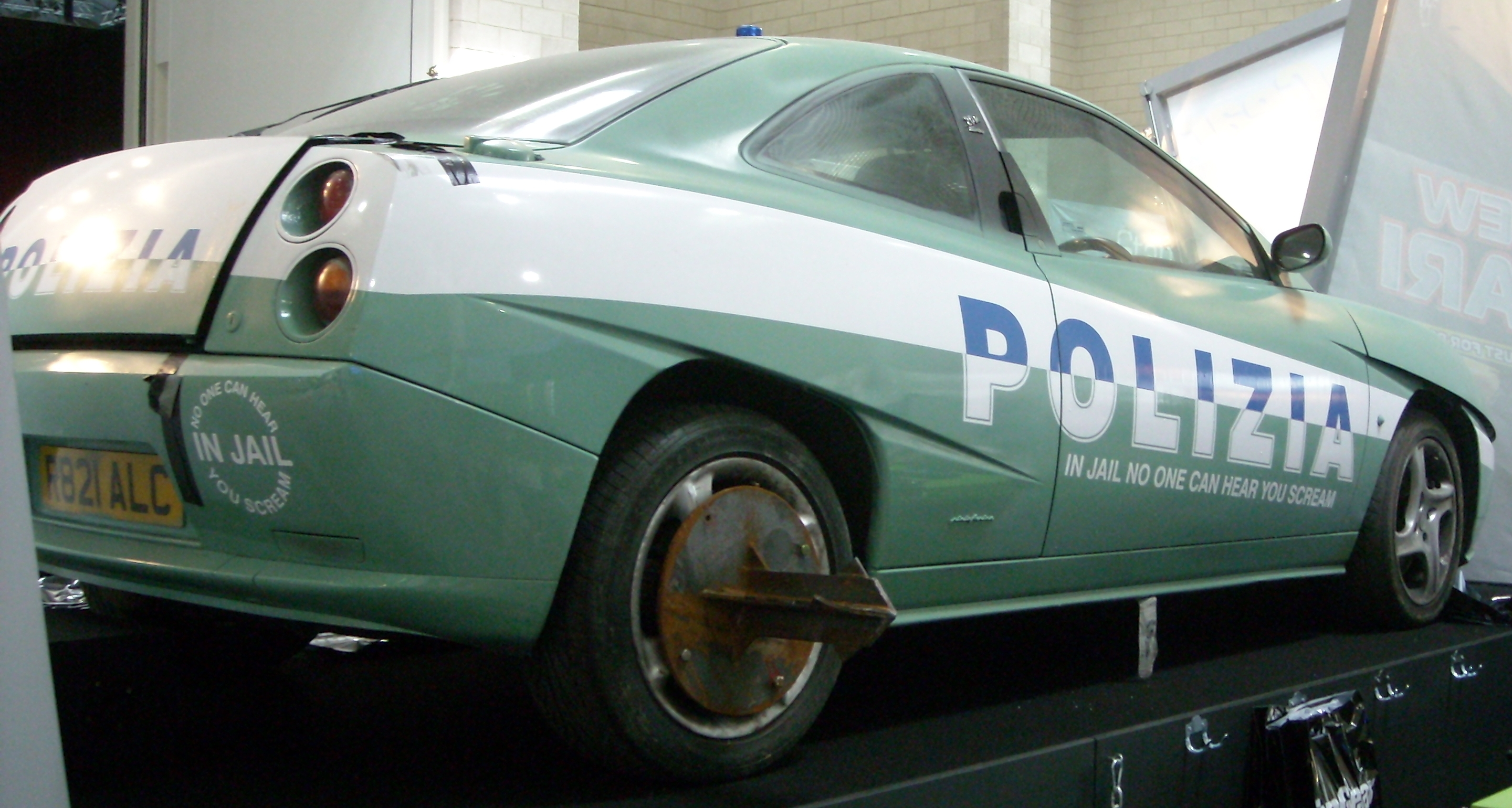
Una FIAT Coupé utilizzata in Top Gear da Clarkson durante una puntata

Un'altra puntata speciale, Top Gear: Polar Special, venne trasmessa nel Regno Unito il 25 luglio 2007. Questa puntata consisteva in una gara fino al Polo nord magnetico partendo da Resolute in Canada, con James May e Jeremy Clarkson in viaggio con una Toyota Hilux appositamente modificata, e Richard Hammond su una slitta trainata da cani. Tutti e tre i presentatori avevano al loro fianco esploratori esperti, ma Clarkson e May furono i primi a raggiungere il Polo Nord magnetico in auto, coadiuvati dal navigatore satellitare del veicolo per localizzare le loro coordinate con quelle note del Polo Nord magnetico segnato su una cartina. È stata la prima puntata del programma a essere trasmessa in alta definizione.
Il 9 settembre 2007, Top Gear partecipò all'edizione 2007 della 24 Ore britannica a Silverstone, dove i conduttori (incluso Stig) guidarono una BMW 330d elaborata per l'occasione, concludendo la competizione terzi su cinque nella classe Diesel e 39º su 46 partecipanti, nonostante un grave incidente di Richard con una Mosler che li tenne ai box per 3 ore, senza il quale si sarebbero classificati decimi.
Anche nel sesto e settimo episodio della diciannovesima stagione, i tre protagonisti comprano delle station wagon usate per intraprendere un viaggio di 1200 km in Africa per scoprire la sorgente del Nilo; nonostante i molti ostacoli (fango, fiumi, intemperie) e le strade accidentate, James fu il primo a raggiungerla.
Un altro speciale di Top Gear (21ª stagione episodi 6-7) è un lungo viaggio di 1200 km in Birmania per raggiungere la Thailandia e costruire un ponte sul fiume Kwai. Jeremy, Richard e James, per farlo, guidano tre vecchi camion che durante il viaggio trasformano in camper.
Il 19 novembre 2007 il network pubblico australiano SBS si assicurò i diritti per produrre una versione locale della trasmissione, prima localizzazione al mondo di Top Gear. Il presentatore di Top Gear Jeremy Clarkson commentò «sono contento che Top Gear sbarchi in Australia. Forse il primo ospite potrebbe essere Jonny Wilkinson», alludendo al fatto che quest'ultimo, di nazionalità britannica, segnò il drop della vittoria proprio contro l'Australia nella Coppa del Mondo di rugby 2003. Poco più di due anni dopo però, lo show cambiò rete e iniziò a essere trasmesso su Nine Network.
La ventiduesima serie dello show cominciò con la trasmissione del Patagonia Special nel dicembre 2014. Il 10 marzo 2015 la serie subì una pausa a causa della sospensione di Jeremy Clarkson. Il 25 marzo 2015 il direttore generale della BBC Tony Hall annunciò che il contratto di Jeremy Clarkson non sarebbe stato rinnovato; Il 23 aprile James May dichiarò che non sarebbe tornato allo show senza Clarkson, e lo stesso giorno la BBC confermò che anche il produttore esecutivo Andy Wilman aveva lasciato lo show.. Il giorno seguente anche Richard Hammond annunciò il suo abbandono, obbligando così la BBC a cercare nuovi presentatori. Il 28 giugno 2015 venne trasmesso uno speciale contenente il materiale girato prima della sospensione di Clarkson, ma senza gli ospiti e con i soli May e Hammond in studio. Jeremy venne invece sostituito dalla statua di un grosso elefante.
Il 16 giugno 2015 venne annunciato il nuovo presentatore, Chris Evans. Nel febbraio 2016 Matt LeBlanc venne presentato come co-conduttore, e l'11 febbraio, nel corso del suo programma mattutino su BBC Radio 2, Evans svelò i nomi degli altri conduttori: Eddie Jordan, Chris Harris, Sabine Schmitz e Rory Reid.
Dall'edizione 27 furono ingaggiati Andrew Flintoff e Paddy McGuinness a sostituire LeBlanc e Reid; questi rimangono a condurre da soli insieme a Chris Harris a partire dalla trentesima edizione in poi.
A novembre 2023 la BBC annuncia che la serie è sospesa a tempo indeterminato nel Regno Unito mentre le altre attività di Top Gear, inclusi i format internazionali, digitali, riviste e licenze, continuano la propria attività.

## Riassunto delle edizioni
| Stagione         | Episodi | Prima TV Regno Unito | Prima TV Regno Unito | Rete    | Conduttori                                                                                    | Conduttori                                                                                    | Conduttori                                                                                    | Conduttori                                                                                    | Conduttori                                                                                    | Conduttori                                                                                    | Conduttori                                                                                    | Prima TV Italiana |
| Stagione         | Episodi | Inizio               | Fine                 | Rete    | Conduttori                                                                                    | Conduttori                                                                                    | Conduttori                                                                                    | Conduttori                                                                                    | Conduttori                                                                                    | Conduttori                                                                                    | Conduttori                                                                                    | Prima TV Italiana |
| ---------------- | ------- | -------------------- | -------------------- | ------- | --------------------------------------------------------------------------------------------- | --------------------------------------------------------------------------------------------- | --------------------------------------------------------------------------------------------- | --------------------------------------------------------------------------------------------- | --------------------------------------------------------------------------------------------- | --------------------------------------------------------------------------------------------- | --------------------------------------------------------------------------------------------- | ----------------- |
| 1                | 10      | 20 ottobre 2002      | 29 dicembre 2002     | BBC Two | Richard Hammond                                                                               | Richard Hammond                                                                               | Jeremy Clarkson                                                                               | Jeremy Clarkson                                                                               | Jason Dawe                                                                                    | Jason Dawe                                                                                    | The Stig                                                                                      | 2018              |
| 2                | 10      | 11 maggio 2003       | 20 luglio 2003       | BBC Two | Richard Hammond                                                                               | Richard Hammond                                                                               | Jeremy Clarkson                                                                               | Jeremy Clarkson                                                                               | James May                                                                                     | James May                                                                                     | The Stig                                                                                      | 2018              |
| 3                | 9       | 26 ottobre 2003      | 28 dicembre 2003     | BBC Two | Richard Hammond                                                                               | Richard Hammond                                                                               | Jeremy Clarkson                                                                               | Jeremy Clarkson                                                                               | James May                                                                                     | James May                                                                                     | The Stig                                                                                      | 2018              |
| 4                | 10      | 9 maggio 2004        | 1º agosto 2004       | BBC Two | Richard Hammond                                                                               | Richard Hammond                                                                               | Jeremy Clarkson                                                                               | Jeremy Clarkson                                                                               | James May                                                                                     | James May                                                                                     | The Stig                                                                                      | 2018              |
| 5                | 9       | 24 ottobre 2004      | 26 dicembre 2004     | BBC Two | Richard Hammond                                                                               | Richard Hammond                                                                               | Jeremy Clarkson                                                                               | Jeremy Clarkson                                                                               | James May                                                                                     | James May                                                                                     | The Stig                                                                                      | 2018              |
| 6                | 11      | 22 maggio 2005       | 7 agosto 2005        | BBC Two | Richard Hammond                                                                               | Richard Hammond                                                                               | Jeremy Clarkson                                                                               | Jeremy Clarkson                                                                               | James May                                                                                     | James May                                                                                     | The Stig                                                                                      | 2018              |
| 7                | 7       | 13 novembre 2005     | 12 febbraio 2006     | BBC Two | Richard Hammond                                                                               | Richard Hammond                                                                               | Jeremy Clarkson                                                                               | Jeremy Clarkson                                                                               | James May                                                                                     | James May                                                                                     | The Stig                                                                                      | 2018              |
| 8                | 8       | 7 maggio 2006        | 30 luglio 2006       | BBC Two | Richard Hammond                                                                               | Richard Hammond                                                                               | Jeremy Clarkson                                                                               | Jeremy Clarkson                                                                               | James May                                                                                     | James May                                                                                     | The Stig                                                                                      | 2018              |
| 9                | 6       | 28 gennaio 2007      | 4 marzo 2007         | BBC Two | Richard Hammond                                                                               | Richard Hammond                                                                               | Jeremy Clarkson                                                                               | Jeremy Clarkson                                                                               | James May                                                                                     | James May                                                                                     | The Stig                                                                                      | 2018              |
| 10               | 10      | 7 ottobre 2007       | 23 dicembre 2007     | BBC Two | Richard Hammond                                                                               | Richard Hammond                                                                               | Jeremy Clarkson                                                                               | Jeremy Clarkson                                                                               | James May                                                                                     | James May                                                                                     | The Stig                                                                                      | 2019              |
| 11               | 6       | 22 giugno 2008       | 27 luglio 2008       | BBC Two | Richard Hammond                                                                               | Richard Hammond                                                                               | Jeremy Clarkson                                                                               | Jeremy Clarkson                                                                               | James May                                                                                     | James May                                                                                     | The Stig                                                                                      | 2019              |
| 12               | 8       | 2 novembre 2008      | 28 dicembre 2008     | BBC Two | Richard Hammond                                                                               | Richard Hammond                                                                               | Jeremy Clarkson                                                                               | Jeremy Clarkson                                                                               | James May                                                                                     | James May                                                                                     | The Stig                                                                                      | 2019              |
| 13               | 7       | 21 giugno 2009       | 2 agosto 2009        | BBC Two | Richard Hammond                                                                               | Richard Hammond                                                                               | Jeremy Clarkson                                                                               | Jeremy Clarkson                                                                               | James May                                                                                     | James May                                                                                     | The Stig                                                                                      | 2011              |
| 14               | 7       | 15 novembre 2009     | 3 gennaio 2010       | BBC Two | Richard Hammond                                                                               | Richard Hammond                                                                               | Jeremy Clarkson                                                                               | Jeremy Clarkson                                                                               | James May                                                                                     | James May                                                                                     | The Stig                                                                                      | 2011              |
| 15               | 6       | 27 giugno 2010       | 1º agosto 2010       | BBC Two | Richard Hammond                                                                               | Richard Hammond                                                                               | Jeremy Clarkson                                                                               | Jeremy Clarkson                                                                               | James May                                                                                     | James May                                                                                     | The Stig                                                                                      | 2011              |
| 16               | 8       | 21 dicembre 2010     | 27 febbraio 2011     | BBC Two | Richard Hammond                                                                               | Richard Hammond                                                                               | Jeremy Clarkson                                                                               | Jeremy Clarkson                                                                               | James May                                                                                     | James May                                                                                     | The Stig                                                                                      | inedita           |
| 17               | 6       | 26 giugno 2011       | 31 luglio 2011       | BBC Two | Richard Hammond                                                                               | Richard Hammond                                                                               | Jeremy Clarkson                                                                               | Jeremy Clarkson                                                                               | James May                                                                                     | James May                                                                                     | The Stig                                                                                      | 2019              |
| 18               | 8       | 28 dicembre 2011     | 11 marzo 2012        | BBC Two | Richard Hammond                                                                               | Richard Hammond                                                                               | Jeremy Clarkson                                                                               | Jeremy Clarkson                                                                               | James May                                                                                     | James May                                                                                     | The Stig                                                                                      | 2019              |
| 19               | 7       | 27 gennaio 2013      | 10 marzo 2013        | BBC Two | Richard Hammond                                                                               | Richard Hammond                                                                               | Jeremy Clarkson                                                                               | Jeremy Clarkson                                                                               | James May                                                                                     | James May                                                                                     | The Stig                                                                                      | 2019              |
| 20               | 6       | 30 giugno 2013       | 4 agosto 2013        | BBC Two | Richard Hammond                                                                               | Richard Hammond                                                                               | Jeremy Clarkson                                                                               | Jeremy Clarkson                                                                               | James May                                                                                     | James May                                                                                     | The Stig                                                                                      | 2013              |
| 21               | 7       | 2 febbraio 2014      | 16 marzo 2014        | BBC Two | Richard Hammond                                                                               | Richard Hammond                                                                               | Jeremy Clarkson                                                                               | Jeremy Clarkson                                                                               | James May                                                                                     | James May                                                                                     | The Stig                                                                                      | 2014              |
| 22               | 10      | 27 dicembre 2014     | 28 giugno 2015       | BBC Two | Richard Hammond                                                                               | Richard Hammond                                                                               | Jeremy Clarkson                                                                               | Jeremy Clarkson                                                                               | James May                                                                                     | James May                                                                                     | The Stig                                                                                      | 2016              |
| 23               | 6       | 29 maggio 2016       | 3 luglio 2016        | BBC Two | Chris Harris                                                                                  | Rory Reid                                                                                     | Matt LeBlanc                                                                                  | Sabine Schmitz                                                                                | Eddie Jordan                                                                                  | Chris Evans                                                                                   | The Stig                                                                                      | 2020              |
| 24               | 7       | 5 marzo 2017         | 23 aprile 2017       | BBC Two | Chris Harris                                                                                  | Rory Reid                                                                                     | Matt LeBlanc                                                                                  | Sabine Schmitz                                                                                | Eddie Jordan                                                                                  | -                                                                                             | The Stig                                                                                      | 2017              |
| 25               | 6       | 25 febbraio 2018     | 1º aprile 2018       | BBC Two | Chris Harris                                                                                  | Rory Reid                                                                                     | Matt LeBlanc                                                                                  | Sabine Schmitz                                                                                | Eddie Jordan                                                                                  | -                                                                                             | The Stig                                                                                      | 2019              |
| 26               | 5       | 17 febbraio 2019     | 17 marzo 2019        | BBC Two | Chris Harris                                                                                  | Rory Reid                                                                                     | Matt LeBlanc                                                                                  | Sabine Schmitz                                                                                | -                                                                                             | -                                                                                             | The Stig                                                                                      | 2024              |
| 27               | 5       | 16 giugno 2019       | 14 luglio 2019       | BBC Two | Chris Harris                                                                                  | Paddy McGuinness                                                                              | Andrew Flintoff                                                                               | Sabine Schmitz                                                                                | -                                                                                             | -                                                                                             | The Stig                                                                                      | 2024              |
| 28               | 7       | 29 dicembre 2019     | 1º marzo 2020        | BBC Two | Chris Harris                                                                                  | Paddy McGuinness                                                                              | Andrew Flintoff                                                                               | Sabine Schmitz                                                                                | -                                                                                             | -                                                                                             | The Stig                                                                                      | inedita           |
| 29               | 5       | 4 ottobre 2020       | 1º novembre 2020     | BBC One | Chris Harris                                                                                  | Paddy McGuinness                                                                              | Andrew Flintoff                                                                               | Sabine Schmitz                                                                                | -                                                                                             | -                                                                                             | The Stig                                                                                      | inedita           |
| 30               | 4       | 14 marzo 2021        | 4 aprile 2021        | BBC One | Chris Harris                                                                                  | Paddy McGuinness                                                                              | Andrew Flintoff                                                                               | -                                                                                             | -                                                                                             | -                                                                                             | The Stig                                                                                      | inedita           |
| 31               | 6       | 14 novembre 2021     | 24 dicembre 2021     | BBC One | Chris Harris                                                                                  | Paddy McGuinness                                                                              | Andrew Flintoff                                                                               | -                                                                                             | -                                                                                             | -                                                                                             | The Stig                                                                                      | inedita           |
| 32               | 5       | 5 giugno 2022        | 3 luglio 2022        | BBC One | Chris Harris                                                                                  | Paddy McGuinness                                                                              | Andrew Flintoff                                                                               | -                                                                                             | -                                                                                             | -                                                                                             | The Stig                                                                                      | inedita           |
| 33               | 5       | 30 ottobre 2022      | 18 dicembre 2022     | BBC One | Chris Harris                                                                                  | Paddy McGuinness                                                                              | Andrew Flintoff                                                                               | -                                                                                             | -                                                                                             | -                                                                                             | The Stig                                                                                      | inedita           |
| Episodi speciali |         |                      |                      |         |                                                                                               |                                                                                               |                                                                                               |                                                                                               |                                                                                               |                                                                                               |                                                                                               |                   |
| Speciali         | 1       | 25 luglio 2007       | 25 luglio 2007       | BBC Two | Richard Hammond                                                                               | Richard Hammond                                                                               | Jeremy Clarkson                                                                               | Jeremy Clarkson                                                                               | James May                                                                                     | James May                                                                                     | The Stig                                                                                      | inedita           |
| Speciali         | 2       | 26 dicembre 2015     | 30 dicembre 2015     | BBC Two | Riassunto dei momenti più divertenti delle prime 22 stagioni, narrate dal comico John Bishop. | Riassunto dei momenti più divertenti delle prime 22 stagioni, narrate dal comico John Bishop. | Riassunto dei momenti più divertenti delle prime 22 stagioni, narrate dal comico John Bishop. | Riassunto dei momenti più divertenti delle prime 22 stagioni, narrate dal comico John Bishop. | Riassunto dei momenti più divertenti delle prime 22 stagioni, narrate dal comico John Bishop. | Riassunto dei momenti più divertenti delle prime 22 stagioni, narrate dal comico John Bishop. | Riassunto dei momenti più divertenti delle prime 22 stagioni, narrate dal comico John Bishop. | inedita           |

## Top Gearin Italia
In Italia Top Gear viene trasmesso, doppiato in italiano, da Discovery Channel della piattaforma Sky. In Italia è in onda dal 24 marzo 2011 la quindicesima stagione. Dall'11 giugno 2011 il programma va in onda, in seconda serata, sul canale Real Time che trasmette una selezione delle puntate delle stagioni 13, 14 e 15. In seguito il programma è stato spostato su DMAX. Da novembre 2013 Discovery Channel trasmette la ventesima stagione della serie. Dal 10 aprile 2014 su Discovery Channel ha inizio la ventunesima stagione. Dal 16 febbraio 2016 la ventiduesima stagione di Top Gear viene mandata su Sky Uno con un doppio episodio a settimana mentre dal 12 marzo la ventunesima stagione è in replica su Cielo: nelle repliche viene tagliata una parte di episodio per mandare la pubblicità. Al termine delle repliche della ventunesima stagione sempre su Cielo sono in onda le repliche della diciassettesima e diciottesima stagione, la differenza nelle repliche è che le parti inglesi lasciate da Discovery con il passaggio a Sky sono state doppiate in italiano. Il 20 maggio 2017 Sky Italia cede i diritti di Top Gear UK a partire dalla 23ª stagione a Netflix; il 29 ottobre 2018 Netflix cede i diritti di Top Gear a Spike, ma mantiene in archivio nella piattaforma netflix le stagioni 23-25; la stagione 23 (quella che segue i cambi dai vecchi ai nuovi protagonisti) resta in esclusiva Netflix fino al 5 aprile 2020.
La 24ª stagione di Top Gear è stata trasmessa dal 29 ottobre 2018 su Spike. Da lunedì 13 maggio 2019 sempre su Spike è andata in onda la 25ª stagione in italiano. La 23ª stagione, inedita in TV, è stata trasmessa da Spike dal 5 aprile 2020. La 26isma e la 27ª stagione sono state rilasciate in italiano su Pluto TV. 

### Doppiaggio italiano
| Conduttore      | Doppiatore         | St.   |
| --------------- | ------------------ | ----- |
| Richard Hammond | Lorenzo Scattorin  | 1-22  |
| Jeremy Clarkson | Pietro Ubaldi      | 1-22  |
| James May       | Stefano Albertini  | 2-22  |
| Matt LeBlanc    | Vittorio Guerrieri | 23-26 |
| Andrew Flintoff | Daniele Raffaeli   | 27-33 |

## Top Gear Italia
Verso la fine di luglio 2015, durante un'intervista a Deejay chiama Italia, Joe Bastianich ha rivelato che a marzo 2016 avrebbe debuttato su Sky Uno la versione italiana dello show targato BBC, che avrebbe visto egli stesso impegnato, affiancato dal noto appassionato dei motori ed energico giornalista sportivo Guido Meda, come conduttore principale (alla stregua di Jeremy Clarkson) e da Davide Valsecchi pilota (ex Lotus) e commentatore per il mondiale F1. Joe ha inoltre ribadito che la versione nostrana di Top Gear ricalcherà appieno il format e lo stile di quella originale, ovvero colmo di ironia e pungente critica. Tali dichiarazioni sono state in seguito accompagnate dalla pubblicazione di tre piccoli video anteprima su YouTube.
Le riprese in interna delle sei puntate che compongono la prima stagione sono state effettuate in un hangar del piccolo aeroporto di Biella-Cerrione.

## Circuito diTop Gear

Il circuito di Top Gear

Top Gear utilizza un circuito da gara progettato per la trasmissione dalla Lotus e realizzato su un'ex base della Royal Air Force. È ancora attrezzato di pista di decollo e vie di rullaggio.

## Segmenti

### Power Laps
Power Laps è un segmento del programma durante il quale The Stig completa un giro sulla pista con un'auto appena recensita per compararne le prestazioni rispetto alle altre automobili già recensite; possono parteciparvi solo le automobili di serie. In prima posizione si trova la Pagani Huayra con il tempo di 1:13,8, battendo la Ariel Atom V8. In quanto auto non immatricolabili, pur essendo di serie, non possono essere conteggiati i tempi record della Pagani Zonda R (1:08.5) e della Ferrari FXX (1:10.7).
Ecco la classifica:
1. 1:13.8 - Pagani Huayra
2. 1:14.3 - BAC Mono
3. 1:15.1 - Ariel Atom 500 V8
4. 1:15.8 - Lamborghini Huracán
5. 1:16.2 - McLaren MP4-12C
6. 1:16.5 - Lamborghini Aventador
7. 1:16.8 - Bugatti Veyron Super Sport
8. 1:17.1 - Gumpert Apollo S
9. 1:17.3 - Ascari A10
10. 1:17.5 - Mercedes-Benz AMG GT
11. 1:17.6 - Koenigsegg CCX (con spoiler di Top Gear)
12. 1:17.7 - Noble M600
13. 1:17.8 - Nissan GT-R (2012)
14. 1:17.8 - Pagani Zonda F Roadster
15. 1:17.9 - Caterham Seven Superlight R500
16. 1:18.3 - Bugatti Veyron 16.4
17. 1:18.4 - Pagani Zonda F
18. 1:18.9 - Maserati MC12
19. 1:19.0 - Lamborghini Murciélago LP670-4 SuperVeloce
20. 1:19.0 - Ferrari Enzo

- Il record di velocità sulla pista è detenuto dal BAE Sea Harrier che ha registrato un sorprendente tempo di 0:31.2. Peccato si tratti di un aereo da caccia navale VTOL/STOVL, quindi non soddisfacente i parametri necessari per entrare in classifica.

### Star in a Reasonably-Priced Car

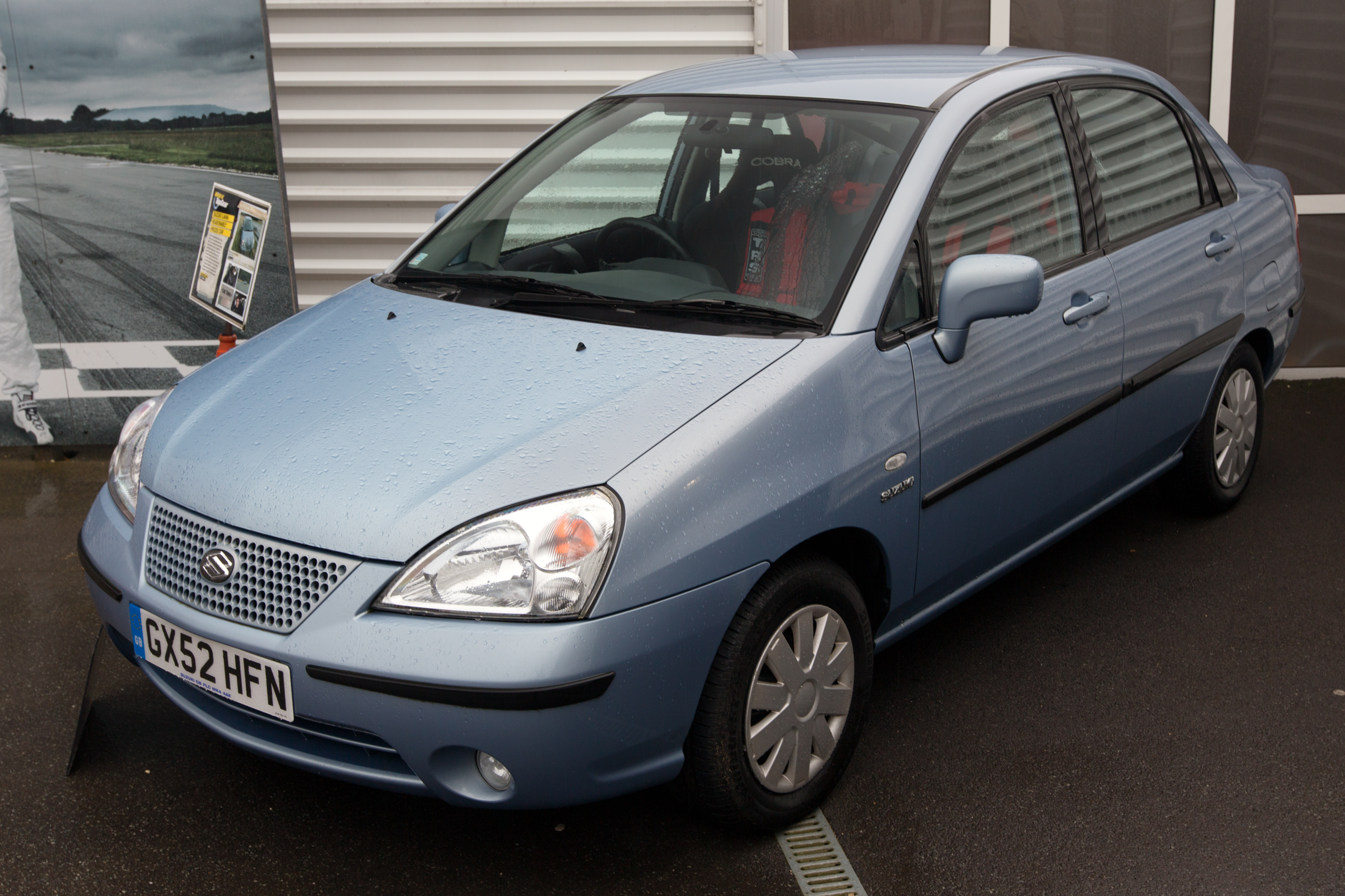
La Suzuki Liana utilizzata nella rubrica dal 2002 al 2005

Star in a Reasonably-Priced Car (traducibile come "Star in un'auto a buon mercato") è una rubrica ricorrente di Top Gear. Nella maggior parte delle puntate, una celebrità, solitamente britannica, è intervistata da Jeremy Clarkson. Lo scambio di opinioni è per lo più divertente, ed è incentrato su argomenti legati al mondo delle automobili, come le auto possedute dal personaggio famoso.
Quindi Clarkson, l'ospite e il pubblico nello studio guardano il giro più veloce compiuto dalla star sul tracciato di Top Gear, a bordo di una vettura economica. Il giro più veloce è stato registrato nella 18ª stagione(ep.2) da Matt LeBlanc sulla Kia Cee'd (chiamata scherzosamente "kia cee apostrofo d"). In verità LeBlanc, invitato a provare la nuova Cee'd nella 4ª puntata della 19ª stagione, è stato più veloce che con la Cee'd della vecchia serie, con 1':45":2 ma non durante questa rubrica. È stata introdotta, nella 20ª serie la Vauxhall/Opel Astra.

### The Cool Wall
The Cool Wall, traducibile approssimativamente con "Il muro delle auto fighe", è una rubrica nella quale le auto vengono classificate in base a un unico parametro: il loro appeal. Le vetture sono divise in quattro categorie: "Seriously uncool" ("per niente belle"), "Uncool" ("non belle"), "Cool" ("belle") e "Sub Zero" ("sottozero", gioco di parole dovuto al fatto che cool in inglese significa sia "bello" sia "fresco").
Le auto sono valutate da Hammond e Clarkson, tuttavia anche il pubblico in studio può esprimere una propria opinione. Raggiunto il verdetto, una fotografia dell'auto viene piazzata sul Cool Wall in una delle quattro zone, in ordine (da sinistra a destra) dalla più uncool alla più cool. Nel corso delle stagioni sono state inserite varie regole:
- le moto non sono ammesse nel Cool Wall: quando Richard Hammond, estimatore delle due ruote, tentò di aggiungere la foto di una Ducati 1098 sul Muro, Clarkson rimosse la foto e l'intera porzione di Muro usando una motosega e gli diede fuoco fuori dagli studi.
- le supercar sono automaticamente classificate come Uncool per via del prezzo, salvo rare eccezioni (a oggi, solo la Koenigsegg CCX, la Bugatti Veyron e la Mercedes-Benz SLR McLaren sono state classificate tra le Cool).
- la Aston Martin DB9 ha una sezione tutta sua denominata Aston Martin DB9 Super Cool Fridge (in riferimento al frigobar installato di serie sulla DB9 e al sopracitato gioco di parole) per via della sua bellezza.
- le auto con motori diesel non sono mai Cool in quanto, indipendentemente da quanto siano belle, la loro unica utilità è far risparmiare carburante. Unica eccezione, la Land Rover Defender.
- stessa sorte per le auto ibride, con l'eccezione della Toyota Prius posizionata sul confine tra Cool e Uncool: il motivo è che può essere usata dagli uomini per far colpo sulle ragazze ambientaliste.
- se l'auto in questione è attualmente posseduta da uno dei presentatori finisce automaticamente in Seriously uncool, e può essere "promossa" solo in caso di vendita o distruzione. Solitamente tutte le auto possedute da Clarkson e poi vendute sono diventate in seguito Super Cool.
- tutte le Škoda sono irrimediabilmente Seriously Uncool: se ne è scelta una in rappresentanza di tutte le altre, cioè la Fabia.

### Auto dell'anno (Car of the Year)
Al termine di ogni stagione autunnale i tre conduttori di Top Gear Jeremy Clarkson, Richard Hammond e James May assegnano un riconoscimento a quella che considerano l'auto migliore dell'anno, sulla quale tutti e tre devono essere d'accordo. Le vincitrici finora sono state:
- 2001 - Ford Mondeo
- 2002 - Land Rover Range Rover
- 2003 - Rolls-Royce Phantom
- 2004 - Volkswagen Golf GTI
- 2005 - Bugatti Veyron
- 2006 - Lamborghini Gallardo Spyder
- 2007 - Ford Mondeo/Subaru Legacy Outback
- 2008 - Caterham Seven R500 Superlight
- 2009 - Lamborghini Gallardo LP 550-2 Valentino Balboni
- 2010 - Citroën DS3
- 2011 - Range Rover Evoque
- 2012 - Toyota GT86
- 2013 - Ford Fiesta ST
- 2014 - BMW i8

### Auto del decennio (Car of the Decade)
- Anni 1990 - Ford Escort RS Cosworth
- Anni 2000 - Bugatti Veyron

## Sigla
La sigla di Top Gear è un riarrangiamento del brano "Jessica" degli Allman Brothers Band, contenuto nell'album Brothers and Sisters del 1973.

## Critiche
La trasmissione è stata spesso criticata per i contenuti, ritenuti inadeguati o offensivi da alcuni spettatori e da Ofcom.
Il programma è stato portato in tribunale da Tesla nel 2008 per diffamazione e falsità dannosa dopo che la Roadster aveva terminato la carica elettrica dopo solo 55 miglia. Il 19 ottobre del 2011 l'Alta Corte di giustizia di Londra ha respinto la richiesta della casa automobilistica sostenendo che la trasmissione è uno show di intrattenimento e non un programma di informazione.
Nella prima puntata della settima stagione, Jeremy Clarkson disse che per rendere un mini-van il più tedesco possibile, esso doveva essere equipaggiato con «a sat-nav that only goes to Poland» ("un navigatore satellitare che porta solo in Polonia", in riferimento alla campagna di Polonia), facendo risentire il governo tedesco.
Nel 2014, nel corso della registrazione di una puntata della 22ª stagione tenutasi a Ushuaia, nella terra del fuoco, in Argentina, si sono scatenati dei disordini fra la troupe e un gruppo di veterani della guerra delle Falkland, che accusavano il programma di aver deliberatamente modificato la targa dell'auto di Jeremy Clarkson (H982 FKL) affinché rimandasse alla data della guerra. Tutti i membri sono stati costretti ad andarsene, scortati dalla polizia argentina, rimanendo anche vittime di sassaiole lungo la strada.
Lo show ha ricevuto molte critiche dopo il licenziamento di Jeremy Clarkson e le successive dimissioni di James May e Richard Hammond. La critica è continuata anche durante il primo episodio della serie successiva, condotto da Chris Evans e Matt LeBlanc.